# Inhapi
Inhapi est une municipalité brésilienne dans l'État de l'Alagoas.